# Exogone tatarica
Exogone tatarica är en ringmaskart som beskrevs av Annenkova 1938. Exogone tatarica ingår i släktet Exogone och familjen Syllidae. Inga underarter finns listade i Catalogue of Life.